# 伊五十四型潛艦
伊五四型潛艇是大日本帝國海軍的潛艦型號。又名巡潛乙型改2。本艦級的潛艦共建造了3隻，除了1944年竣工的伊號第五八潛艇外，其餘2隻皆於太平洋戰爭時戰沒。主要從事回天特別攻擊。最大戰果為伊號第五八潛艇擊沉美國重巡洋艦印第安纳波里斯號（CA-35）。

## 諸元
- 全長：108.70米
- 全幅：9.30米
- 排水量：水上2140噸、水中3688噸
- 最大速度：水上17.7節、水中6.5節
- 水中航續距離：194km(105海里)/3節
- 水上航續距離：38850km(21000海里)/16節
- 武裝：53cm魚雷發射管×6、14cm砲、25mm機銃、水上偵察機、魚雷×19

## 同型艦
- 伊號第五四潛艇
- 伊號第五六潛艇
- 伊號第五八潛艇